# Castel Castagna
Castel Castagna é uma comuna italiana da região dos Abruzos, província de Teramo, com cerca de 538 habitantes. Estende-se por uma área de 17 km², tendo uma densidade populacional de 32 hab/km². Faz fronteira com Basciano, Bisenti, Castelli, Cermignano, Colledara, Isola del Gran Sasso d'Italia, Penna Sant'Andrea.

## Demografia
| Variação demográfica do município entre 1861 e 2011                               |
|                                                                                   |
| Fonte: Istituto Nazionale di Statistica (ISTAT) - Elaboração gráfica da Wikipedia |